# Побережник великий
Побережник великий (Calidris tenuirostris) — вид сивкоподібних птахів родини баранцевих (Scolopacidae).

## Опис
Довжина тіла 26–28 см, розмах крил 56–66 см, маса тіла 115—248 г. У шлюбному оперенні самець має білу голову, шию і грудку, дуже густо вкриту чорними плямами. Спина і покриви крил чорні з великими іржавими плямами на плечах. Білий низ, чорні дзьоб і ноги. Самиця трохи більша, з меншими плямами. У негніздовий період оперення верхня частина тіла блідо-сіре, а низ білий. Є темні плями на маківці та грудях.

## Поширення
Птах гніздиться в тундрі у північно-східному Сибіру. Зимує переважно в Австралії, а також на узбережжі Південно-Східної Азії та на узбережжі Індії, Бангладеш, Пакистану та східному узбережжі Аравійського півострова. Жовте море (узбережжя Північної Кореї, Південної Кореї та Китаю) є важливим місцем зупинки птахів під час міграції як навесні, так і восени. 
20 травня 2023 року, побережник великий був помічений в Одеській області на лимані Шагани. 

## Спосіб життя
Раціон складається з молюсків і комах, яких знаходить на пляжах і в болотистій місцевості. Моногамний територіальний птах. Обидва батьківські птахи беруть участь у вихованні молодняку. Гніздо — це поглиблення в моху на піднесеному та кам'янистому схилі. Кладка зазвичай складається з чотирьох сіро-жовтих яєць, які мають дуже інтенсивні червоно-коричневі плями.